# Mongolojassus alpinus
Mongolojassus alpinus är en insektsart som beskrevs av Della Giustina 1977. Mongolojassus alpinus ingår i släktet Mongolojassus och familjen dvärgstritar. Inga underarter finns listade i Catalogue of Life.